# 6182 Katygord
6182 Katygord eller 1987 SC4 är en asteroid i huvudbältet som upptäcktes den 21 september 1987 av den amerikanske astronomen Edward L.G. Bowell vid Anderson Mesa Station. Den är uppkallad efter astronomen Katherine Carson Gordon Kron.
Asteroiden har en diameter på ungefär 5 kilometer.